# 龙洲街道
龙洲街道，是中华人民共和国浙江省衢州市龙游县下辖的一个乡镇级行政单位。

## 行政区划
龙洲街道下辖以下地区：
清廉社区、红星社区、兴龙社区、阳光社区、方门街社区、新桥头村、驿前村、北门村、方门街村、西门村、后田甫村、兰石村、柳村、曹家村、山底村、大板桥村、项庄村、渡贤头村、洪呈村、岑山村、后厅村、寺后村、白坂村、半爿月村和官潭村。

## 交通
- 沪昆铁路、沪昆客运专线、衢丽铁路：龙游站